# Aleksy Nowak
Aleksy Teodor Nowak (ur. 3 marca 1921 w Studzionce, zm. 7 grudnia 1995) – polski zootechnik, poseł na Sejm PRL IV i V kadencji.

## Życiorys
Syn Józefa i Anny. Uzyskał wykształcenie zasadnicze zawodowe, z zawodu zootechnik. Po ukończeniu szkoły podstawowej i kursów zootechnicznych zatrudniony był w Zespole Przysposobienia Rolniczego. Podczas okupacji wywieziono go na roboty przymusowe do Niemiec. Od 1946 pracował jako kontroler użytkowości zwierząt. Był do 1956 zootechnikiem przy Powiatowej Radzie Narodowej, a potem przewodniczącym Gromadzkiej Rady Narodowej w Studzionce. W 1965 i 1969 uzyskiwał mandat posła na Sejm PRL w okręgu Rybnik z ramienia Zjednoczonego Stronnictwa Ludowego. Przez dwie kadencje zasiadał w Komisji Spraw Wewnętrznych.

## Odznaczenia
- Srebrny Krzyż Zasługi
- Odznaka 1000-lecia Państwa Polskiego